# فلور زوئی
فلور زوئی (انگلیسی: Flore Zoé؛ زادهٔ ۱ ژانویهٔ ۱۹۷۵) عکاس اهل پادشاهی هلند است.